# Ælia Pætina
Ælia Pætina, francisée en Élie Pétine (Ier siècle) est la seconde épouse de l'empereur romain Claude.

## Biographie
Le père biologique d'Ælia Pætina, Sextus Aelius Catus, était consul en 4 ap. J.-C.. Sa mère n’est pas connue. Elle est née dans la famille des Aelii Tuberones et est la nièce du consul Quintus Aelius Tubero, consul en 11 av. J.-C.. Son père mourut quand elle était très jeune et elle fut élevée par son parent Lucius Seius Strabo, le père biologique de son frère adoptif Séjan, commandant de la garde prétorienne sous l’empereur Tibère.
Ælia Pætina épousa Claude vers 28 et vers 30 accoucha d'une fille, Claudia Antonia. Claude divorça d'Ælia Pætina un an plus tard, l'année de la disgrâce et de l’exécution de Séjan. 
En 48, après l’exécution de sa troisième épouse, Messaline, Claude considérera un temps de se remarier avec elle. L’affranchi de Claude Narcisse prônait un remariage avec Paetina. Il suggéra à Claude de l’épouser et lui rappela qu’ils avaient un enfant ensemble. Narcisse affirma que Paetina prendrait également soin d'Octavie et de Britannicus. Un autre affranchi, Calliste, était opposé au remariage de Claude avec Paetina et argua qu’il avait déjà divorcé d’elle ; Calliste déclara qu’épouser Paetina la rendrait encore plus arrogante. Il suggéra Lollia Paulina, la troisième épouse de Caligula,. Un troisième affranchi, Pallas, recommandait la nièce de Claude et la sœur de Caligula, Agrippine la jeune, qui avait déjà un enfant d’un mariage précédent, Néron. Agrippine fut choisie avec des conséquences funestes pour Antonia, Octavie et Britannicus. Antonia, la fille de Paetina fut exécutée en 65 ou 66 ap. J.-C., après la mort de la seconde épouse de Néron,  Poppée.